# Grom (azienda)

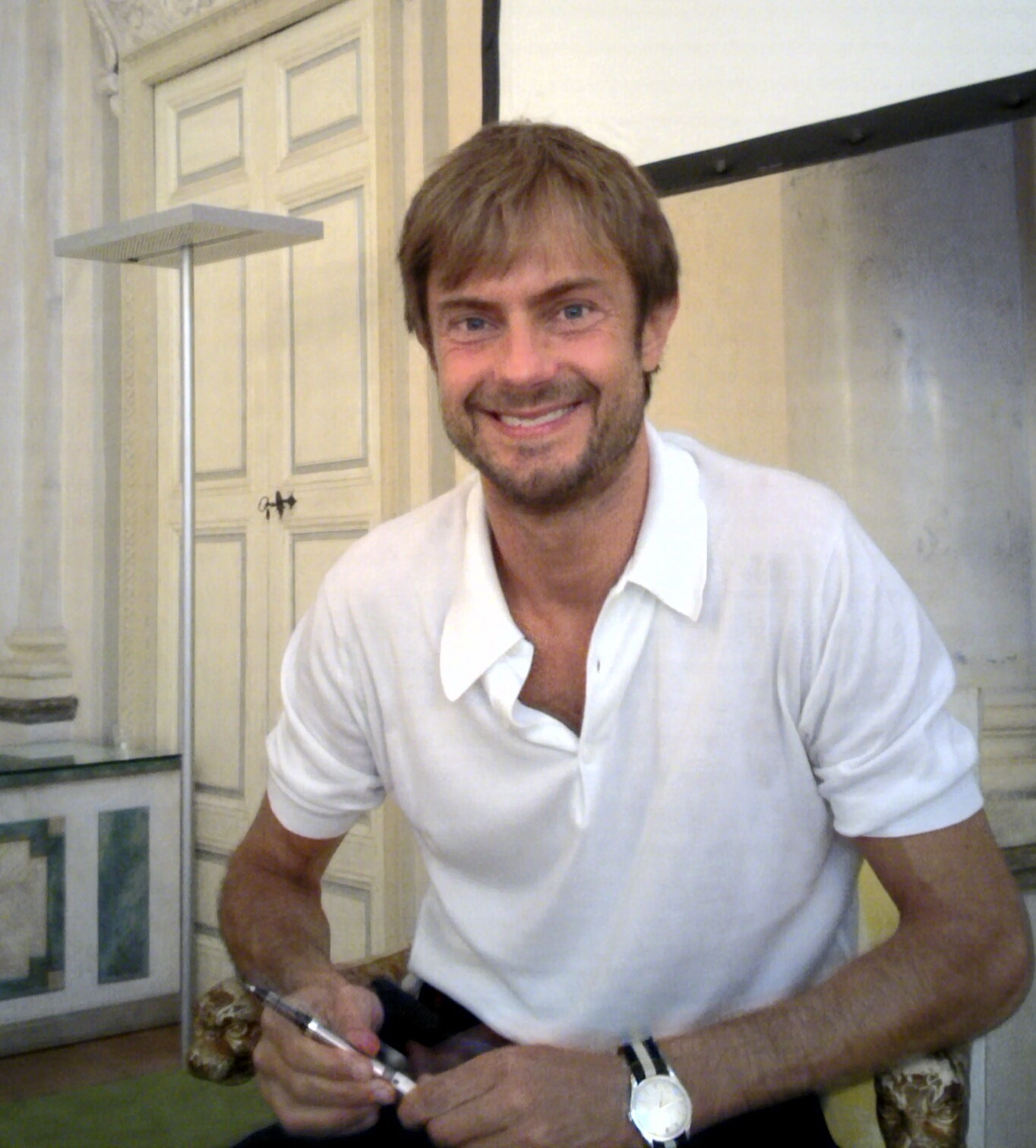
Guido Martinetti, cofondatore di Grom, a Parma nel 2012

Grom è una catena di gelaterie fondata a Torino nel 2003. Dall'ottobre 2015 fa parte della multinazionale Unilever.

## Storia
Fondatori dell'azienda sono Guido Martinetti e Federico Grom (da cui il nome dell'azienda). L'azienda apre il suo primo locale in piazza Paleocapa a Torino nel maggio 2003. Da allora, il marchio si è diffuso in trentaquattro città italiane (con quarantacinque gelaterie) e in dieci all'estero (Dubai, Giacarta, Hollywood, Malibu, New York, Osaka, Parigi, Nizza, Londra e Lisbona).
Nata da un investimento iniziale di 32.500 euro per socio, nel 2009 l'azienda ha realizzato un fatturato di 16 milioni di euro. Nel 2011 i ricavi toccano i 23 milioni.
A ottobre 2015 la società viene ceduta alla multinazionale Unilever, pur rimanendo autonoma e gestita dai due fondatori.

## Caratteristiche

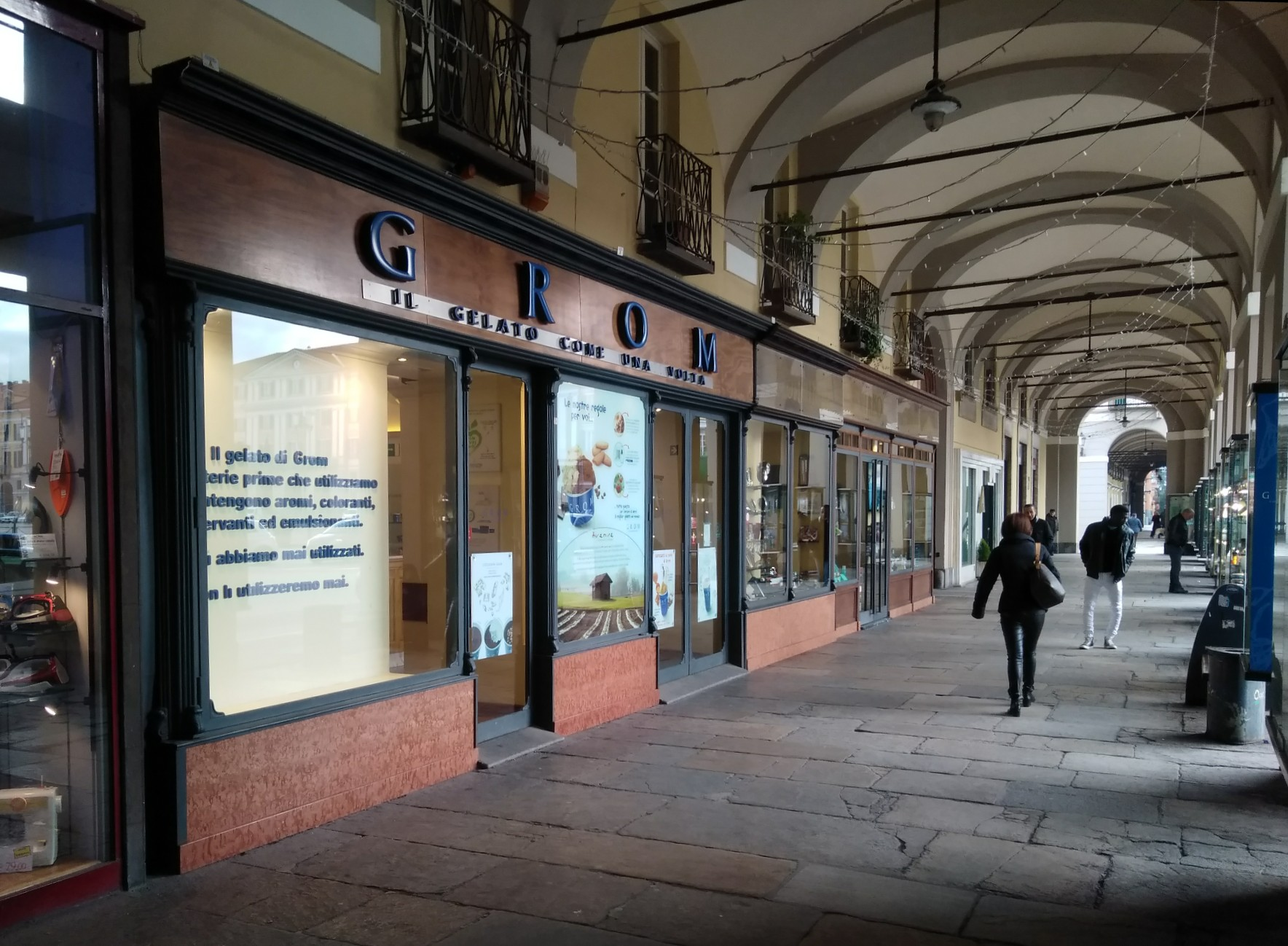
Grom in piazza Galimberti (Cuneo)

All'azienda è stato riconosciuto un approccio innovativo per la categoria nella comunicazione verso il cliente, individuandone il motivo nell'attenzione agli aspetti di sostenibilità economica e ambientale.
La produzione è centralizzata in un unico grande stabilimento dove vengono prodotti i semilavorati i quali, dopo esser stati confezionati e surgelati, vengono distribuiti ai negozi della catena per essere miscelati con ulteriori ingredienti, ad esempio le granelle di cioccolato, quindi mantecati e venduti.
I gelati e i sorbetti vengono prodotti con ingredienti di qualità, acqua di sorgente, uova di galline allevate a terra e altri prodotti tutelati e in parte forniti dai presidi Slow Food.
Come addensante nella preparazione del gelato, viene utilizzata la farina di semi di carrube (E410).